# 嚇破膽
是一部2002年美國和澳洲合拍的恐怖電影，導演為史帝夫·別克，主演是蓋布瑞·拜恩、茱莉安娜·瑪格里斯、朗·埃達德、德斯蒙·哈靈頓、艾沙藍·華盛頓和卡爾·奧賓。本片於澳洲的昆士蘭和加拿大的溫哥華取景。

## 劇情
1962年，在義大利郵輪*格拉薩號*上，歌手法蘭西絲卡正在為乘客表演，眾人正在跳舞。小女孩凱蒂因沒有舞伴而獨自坐著，船長注意到她後帶她到舞池。一隻手拉下一個操縱桿，使鋼索斷裂，橫掃舞池，將乘客和船員腰斬。凱蒂因身高未受影響，成為唯一倖存者。
四十年後，一個六人組成的打撈隊在海上救援一艘船隻。隊長墨菲船長帶領團隊成功將船拖回岸上。之後，團隊在酒吧慶祝時遇到舊識傑克，聽說了一艘1962年失蹤的「幽靈船」，據說船上有箱黃金，帶回這艘船的人可以擁有船上的財物。
隊伍決定隔天駛向目標進行搜尋。到達目的地後，探測器顯示周圍無船隻，判斷報告可能有誤。正準備返航時，他們發現了一艘大型船隻。輕微撞擊後，傑克與成員格里爾留在船外，其他四人進入船內。
隊伍進入船後開始經歷異常現象，聽到聲音並在黑暗角落看到物體移動。身後的拼字遊戲盤自行移動，拼出「歡迎上船」的字樣。到達上層甲板時，一名成員蒙德掉入洞中，被穆琳救起。此時，小女孩凱蒂出現並迅速消失。穆琳未告知其他人。
探索過程中，隊伍在地板上發現一隻數位手錶，推測可能有人在他們之前上過這艘船。船長決定隔天再繼續搜尋。晚上，穆琳獨自待著時，傑克建議她休息以減少幻覺。
隔天早上，隊伍決定修復船隻底部，預計三天內完成並將船拖回岸上。大家分頭開始工作。穆琳到游泳池區域，發現牆上有彈孔，這與被告知的溺水死因不符。在她嘗試爬出泳池時再次見到凱蒂，但當她回頭時，站在那裡的是傑克。
隨後，傑克和穆琳發現洗衣房中有一扇未標示在圖上的門。打開後，水流沖出並帶出屍體。兩人嘗試離開，但進來的門自行鎖上，他們被迫深入船內。墨菲船長則進入船長室，見到鏡中的幽靈船長後離開。
此時，格里爾聽到歌聲，循聲查找未果，法蘭西絲卡注視著他離開。傑克和穆琳發現一箱黃金，團隊決定放棄修船，直接帶著黃金返航，隨即開始將黃金裝上船。
在引擎室，機械師桑托斯正在清理引擎，後方的氣瓶突然被鬼魂打開，開始洩漏氣體。當桑托斯意識到氣體外洩時，已經來不及阻止，格里爾同時啟動引擎，隨即引發氣爆，導致桑托斯死亡並摧毀了船隻。穆琳在爆炸發生前再次見到凱蒂，推測她可能在試圖發出警告。
穆琳決定調查凱蒂的身份，根據乘客名單找到她的房號，進入房間後發現凱蒂的屍體仍掛在天花板上。穆琳摘下凱蒂屍體上的項鍊，凱蒂的靈魂出現並索要項鍊，但項鍊穿過她的手掌，顯示她並非人類。
在廚房裡，兩名成員找到新鮮食物，開始食用後發現食物變成蛆。格里爾在舞廳中，場景變回船難前的模樣，法蘭西絲卡引誘格里爾走向電梯井口，格里爾失足墜落電梯井，當場身亡。
墨菲船長與幽靈船長交談，得知*洛蕾萊號*被*格拉薩號*找到後兩天即失蹤。幽靈船長給墨菲一張照片。墨菲嘗試向團隊揭露真相，並提到船上的異常狀況和傑克的身份。但因為他錯認穆琳為已故的桑托斯並試圖攻擊她，其他人認為他已精神錯亂，於是將他鎖在排水的魚缸中。
團隊決定放棄黃金，開始修理船隻以便返回。穆琳前去尋找格里爾，卻發現他的屍體。隨後，凱蒂的鬼魂引導穆琳進入四十年前的記憶，揭露了船上的過去：洛蕾萊號的唯一倖存者說服格拉薩號的船員為了黃金而謀殺了所有乘客、船長和其他高階船員。乘客們先因食物中毒死亡，接著舞池發生鋼索斷裂事故，許多人被腰斬，僅存的生還者也在游泳池中遭到槍殺。船員之間為了黃金發生內鬥，最終被同夥互相殘殺。法蘭西絲卡與她的同夥策劃了這場屠殺，但她最終也被主謀以鐵鉤刺死，並在手掌上烙上鉤形符號。
在回憶中，穆琳見到魚缸的水閥被打開，意識到墨菲可能有危險，趕去查看時發現墨菲已溺水身亡。此時，穆琳完全揭露真相，得知傑克是惡魔之魂，意圖禁錮船上的靈魂並不斷收集。她決定阻止他的計畫，著手設置炸藥。
同時，蒙德在引擎室進行水下維修時不慎被齒輪捲入而喪命。穆琳尋找蒙德未果，卻看到抽水管道被染成紅色，隨即明白他已經遇害。
在設置炸藥的過程中，道奇與傑克發生對峙。傑克嘲諷道奇從未向穆琳表達情感，並挑釁道奇。道奇開槍射擊，誤以為已經殺死傑克。不久後，「道奇」出現在穆琳面前，聲稱已解決傑克並建議帶著黃金離開。穆琳懷疑他未問起蒙德的下落，才發現「道奇」其實是傑克偽裝，真正的道奇早已遇害。傑克表明計劃利用格拉薩號作為陷阱，只要船還在，所有亡者的靈魂都將隨他進入地獄。
最終，穆琳引爆炸藥，船隻與傑克同時被炸毀。凱蒂協助穆琳逃離沉沒的船隻，隨著格拉薩號的沉沒，凱蒂和其他靈魂得以解脫並升天。之後，穆琳被一艘郵輪救起，當她被送上救護車時，看到黃金被搬上郵輪，而復活的傑克冷冷地注視著她，畫面隨著救護車門關閉而結束。

## 演員
| 演員                 | 角色                              |
| -------------------- | --------------------------------- |
| 艾美莉·布朗寧        | 凱蒂·哈伍德 Katie Harwood         |
| 蓋布瑞·拜恩          | 西恩·墨菲船長 Captain Sean Murphy |
| 茱莉安娜·瑪格里斯    | 穆琳·埃普斯 Maureen Epps          |
| 朗·埃達德            | 道格 Dodge                        |
| 德斯蒙·哈靈頓        | 傑克·佛里曼 Jack Ferriman         |
| 艾沙藍·華盛頓        | 格里爾 Greer                      |
| 卡爾·奧賓            | 蒙德 Munder                       |
| 艾歷斯·狄米崔迪斯    | 桑托斯 Santos                     |
| Francesca Rettondini | 法蘭西絲卡 Francesca              |
| Adam Bieshaar        | 大副                              |

## 外部連結
- 互联网电影数据库（IMDb）上《Ghost Ship》的资料（英文）
- Box Office Mojo上《Ghost Ship》的資料（英文）
- 爛番茄上《Ghost Ship》的資料（英文）
- Metacritic上《Ghost Ship》的資料（英文）
- AllMovie上《Ghost Ship》的资料（英文）
- Yahoo奇摩電影上《嚇破膽》的資料（繁體中文）
- 開眼電影網上《嚇破膽》的資料（繁體中文）
- 豆瓣电影上《嚇破膽》的資料 （简体中文）
- 时光网上《嚇破膽》的資料（简体中文）